# Frederick Nymeyer
Frederick Nymeyer (South Holland, 12 novembre 1897 – 1971) è stato un economista statunitense, consulente finanziario e legato alle teorie libertarie e della scuola austriaca.
Nymeyer ha fondato il Libertarian Press ed è stato uno dei maggiori divulgatori delle opere di Eugen von Böhm-Bawerk negli Stati Uniti. Amico personale di Ludwig von Mises, è stato un appassionato esponente della scuola austriaca.
I temi centrali delle sue opere sono l'economia e la sua appartenenza al calvinismo. Nel suo maggiore lavoro, Minimal Religion, Nymeyer descrive l'incompatibilità tra il socialismo e la fede cristiana. In Social Action, Hundred Nineteen argomentò molto contro il movimento denominato "Social Gospel". Progressive Calvinism, successivamente chiamato First Principles in Morality and Economics, è un periodico autorizzato dallo stesso Nymeyer. In questo periodico venivano analizzate le analogie tra la fede cristiana e il libertarismo.
Molte sue opere hanno anche toccato temi teologici.